# Breathe (песня Фейт Хилл)
«Breathe» (с англ. — «Дыши») — песня американской кантри-певицы Фейт Хилл, вышедшая 4 октября 1999 года на лейбле Warner Bros. Nashville, как первый сингл с четвёртого студийного альбома Breathe. Лучшая песня США 2000 года по версии Billboard. Она 6 недель возглавляла кантри-чарт Hot Country Songs и была № 2 в Billboard Hot 100. Песня получила Грэмми в категории Лучшее женское вокальное кантри-исполнение и имела ещё две номинации, включая Песню года.

## Отзывы
Билл Лэмб из About.com сказал, что кантри-певица Фейт Хилл «сильно отклонившись в поп-направлении» на «Breathe» создала то, что он назвал «классической силовой балладой». В 2005 году журнал Blender поместил её на 167-е место в своем списке «Величайших песен с тех пор, как вы родились» («Greatest Songs Since You Were Born»). Они описали это как «балладу, которая превращает деревенскую девушку в королеву Миссисипи». Альфредо Нарваэс из «Daily Vault» отметил, что это «великая песня», добавив: «Если это ещё не сингл, то это должно быть скоро. Эта песня предназначена для выпускных вечеров и свадебных приемов завтрашнего дня (она так хороша и сильна)».

## Коммерческий успех
4 октября 1999 года песня вышла на кантри- и поп-радиостанциях в США, а 8 февраля 2000 года она была издана на физическом сингле.
Несмотря на то, что «Breathe» так и не попала на первую строчку в еженедельном чарте  Billboard  Hot 100, она находился в нём 53 недели и стала лучшим синглом 2000 года. Это была одна из трёх песен в истории Hot 100, которые были названы синглом номер один года, не попав на вершину чарта ни в одном из еженедельных обзоров. (Первым было «Wooly Bully» группы Sam the Sham and the Pharaohs в 1965 году, а третьим было «Hanging by a Moment» группы Lifehouse в 2001 году). Сингл 6 недель возглавлял кантри-чарт Hot Country Songs, где стал шестым чарттоппером в карьере Хилл.
В 2009 году сингл был назван двадцать седьмой самой успешной песней 2000-х годов в обзоре десятилетия Billboard Hot 100 Songs of the Decade.

## Музыкальное видео
Музыкальное видео на «Breathe» заняло 4-е место в рейтинге 100 лучших видеоклипов CMT в 2008 году. Режиссер Лили Фини Занук.

## Список треков
US CD single
1. «Breathe» [Pop Version] — 4:10
2. «It All Comes Down to Love» — 4:16

US Promo The Hex Hector Remixes
1. «Breathe» [Main 7" Mix – Recall] — 3:55
2. «Breathe» [Main 7" TV – Recall] — 4:04
3. «Breathe» [Main 7" Instrumental – Recall] — 4:04
4. «Breathe» [Main 7" Acapella – Recall] — 3:44
5. «Breathe» [Main Radio Edit] — 3:58
6. «Breathe» [Main Radio Edit TV track] — 3:58
7. «Breathe» [Main Radio Edit Instrumental] — 3:58
8. «Breathe» [Main Club Mix Vocal up] — 10:10
9. «Breathe» [Main Club Mix Instrumental] — 10:10
10. «Breathe» [Main Club Dub] — 8:55

UK CD single
1. «Breathe» [Pop Version] — 4:09
2. «This Kiss» [Pop Radio Version] — 3:16
3. «What’s In it For Me» — 5:36

Europe promo
1. «Breathe» [Pop Remix] — 4:10
2. «Breathe» [Hex Hector Radio Edit] — 5:55

Europe maxi-CD
1. «Breathe» [Tin Tin Out Radio Mix] — 3:57
2. «Breathe» [Radio Version] — 4:08
3. «Breathe» [Main Club Mix] — 10:10

Other versions
- «Breathe» 2010 (Freemasons Remix) — 3:12

## Награды и номинации
| Награда                | Категория                         | Результат |
| ---------------------- | --------------------------------- | --------- |
| Грэмми-2001            | Лучшая кантри-песня               | Номинация |
| Грэмми-2001            | Лучший женский кантри-вокал       | Победа    |
| Грэмми-2001            | Песня года                        | Номинация |
| Billboard Music Awards | Hot 100 Single of the Year        | Победа    |
| Billboard Music Awards | Hot 100 Airplay Track of the Year | Победа    |

## Чарты
| Чарт (1999—2001)                           | Высшая позиция |
| ------------------------------------------ | -------------- |
| Австралия (ARIA)                           | 23             |
| Бельгия/Фландрия (Ultratip Bubbling Under) | 6              |
| Бельгия/Валлония (Ultratip Bubbling Under) | 15             |
| Канада (RPM Adult Contemporary)            | 1              |
| Канада (RPM Country Tracks)                | 1              |
| Финляндия (Suomen virallinen lista)        | 18             |
| Ирландия (IRMA)                            | 46             |
| Италия (FIMI)                              | 46             |
| Нидерланды (Single Top 100)                | 95             |
| Новая Зеландия (Recorded Music NZ)         | 27             |
| Шотландия (OCC Scotland)                   | 33             |
| Великобритания (OCC UK Singles)            | 33             |
| США (Billboard Hot 100)                    | 2              |
| США (Billboard Adult Contemporary)         | 1              |
| США (Billboard Adult Pop Airplay)          | 1              |
| США (Billboard Hot Country Songs)          | 1              |
| США (Billboard Pop Airplay)                | 7              |

| Чарт (1999)                  | Позиция |
| ---------------------------- | ------- |
| Канада (Country Tracks, RPM) | 66      |

| Чарт (2000)                    | Позиция |
| ------------------------------ | ------- |
| США (Billboard Hot 100)        | 1       |
| США (Country Songs, Billboard) | 13      |

| Чарт (2000—2009)        | Позиция |
| ----------------------- | ------- |
| США (Billboard Hot 100) | 27      |

| Чарт (1958—2018)        | Позиция |
| ----------------------- | ------- |
| США (Billboard Hot 100) | 158     |

## Сертификации
| Регион                                                       | Сертификация | Продажи  |
| ------------------------------------------------------------ | ------------ | -------- |
| США (RIAA) · (physical)                                      | Золотой      | 800,000  |
| США (RIAA) · (digital)                                       | Золотой      | 500 000* |
| * Данные о продажах приведены только на основе сертификации. |              |          |

## Кавер-версии
- Бразильская певица Ванесса Камарго[англ.] сделала кавер на португальском языке под названием «Eu Posso Te Sentir (I Can Feel You)»[37]
- Smartbomb записали кавер на «Breathe» на своем диске CD Yeah. Well, anyway …[38]
- Американская певица и актриса озвучивания Элизабет Дэйли в 2013 году прослушивалась с этой песней для пятого сезона реалити-шоу «Голос» (The Voice, США)[39]